# New Mexico Wing Civil Air Patrol
A New Mexico Wing Civil Air Patrol (NMWG) é uma das 52 "alas" (50 estados, Porto Rico e Washington, D.C.) da "Civil Air Patrol" (a força auxiliar oficial da Força Aérea dos Estados Unidos) no Estado do New Mexico. A sede da New Mexico Wing está localizada na Kirtland Air Force Base em Albuquerque. A New Mexico Wing consiste em mais de 800 cadetes e membros adultos distribuídos em 22 locais espalhados por todo o Estado.
A ala "New Mexico" é membro da Região Sudoeste da CAP juntamente com as alas dos seguintes Estados: Arizona, Arkansas, Louisiana, Oklahoma e Texas.

## Missão
A Civil Air Patrol (CAP) tem três missões: fornecer serviços de emergência; oferecer programas de cadetes para jovens; e fornecer educação aeroespacial para membros da CAP e para o público em geral.

## Serviços de emergência
A CAP fornece ativamente serviços de emergência, incluindo operações de busca e salvamento e gestão de emergência, bem como auxilia na prestação de ajuda humanitária.
A CAP também fornece apoio à Força Aérea por meio da realização de transporte leve, suporte de comunicações e levantamentos de rotas de baixa altitude. A Civil Air Patrol também pode oferecer apoio a missões de combate às drogas.
Em abril de 2020, os pilotos da New Mexico Wing começaram a transportar kits de teste do "Memorial Medical Center" em Las Cruces para Albuquerque para processamento como parte da resposta do Novo México à pandemia COVID-19.

## Programas de cadetes
A CAP oferece programas de cadetes para jovens de 12 a 21 anos, que incluem educação aeroespacial, treinamento de liderança, preparo físico e liderança moral para cadetes.

## Educação Aeroespacial
A CAP oferece educação aeroespacial para membros do CAP e para o público em geral. Cumprir o componente de educação da missão geral da CAP inclui treinar seus membros, oferecer workshops para jovens em todo o país por meio de escolas e fornecer educação por meio de eventos públicos de aviação.

## Histórico

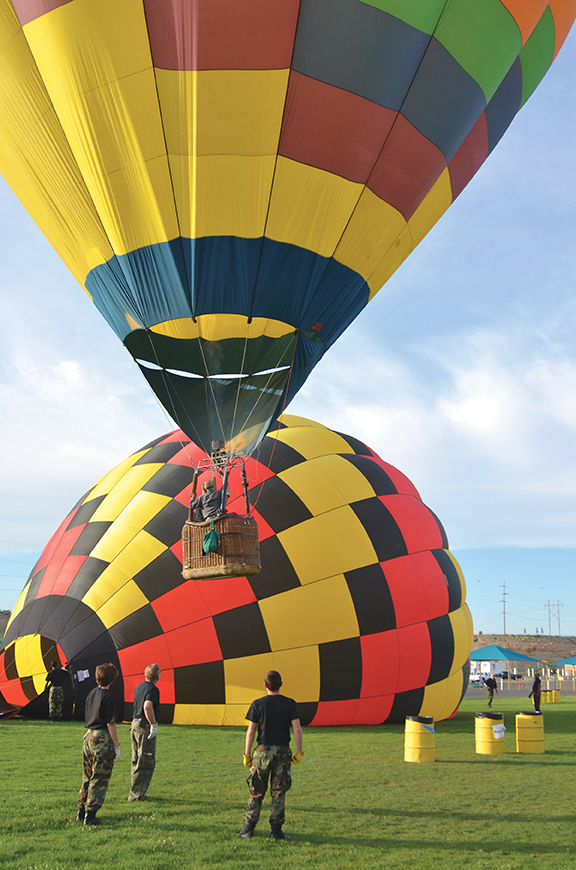
Cadetes e líderes da New Mexico Wing observam um balão que ajudaram a lançar. O novo programa de balões da New Mexico Wing permite que os membros participem de voos mais leves que o ar, ao mesmo tempo que promovem sua educação aeroespacial.

### Origens da ala do Novo México
A New Mexico Wing foi liderada pelo major Harlee Townsden de 1 ° de dezembro de 1941 a 14 de junho de 1943. Há muito pouca documentação sobre o início da história da ala do Novo México. Em 6 de janeiro de 1943, um artigo divulgado afirmava: "Dois membros da Patrulha Aérea Civil do Novo México foram chamados ao serviço, disse ontem o capitão Walter Biddle, encarregado do esquadrão CAP local. Eles são Howard Livingston e Henry Mares. Outros serão enviados ao serviço assim que concluírem seus cursos de treinamento, disse o capitão Biddle. Os esquadrões em Santa Fé, Albuquerque e Roswell foram ordenados a servir como mensageiros para o Exército, de acordo com um despacho da Associated Press de Santa Fé".

### A Civil Air Patrol em Kirtland Field
A Civil Air Patrol opera perto da unidade de Kirtland Field. É uma rede voluntária de pilotos e aviadores estabelecida durante a Segunda Guerra Mundial uma semana antes dos eventos em Pearl Harbor. Os pilotos da CAP eram chamados de "Flying Minutemen" e se especializavam em patrulhas costeiras em busca de submarinos inimigos, missões de busca e salvamento em todo o país e voos de carga e correio para transporte de materiais e pessoal.
Em 3 de junho de 2011 na "Kirtland Air Force Base" (AFB), a New Mexico Wing recebeu uma classificação de "excelente" por seu desempenho em sua Avaliação de Operações da Força Aérea realizada de 29 de abril a 1º de maio na Base Aérea de Kirtland e em todo o Novo México. A avaliação testou a capacidade da New Mexico Wing de realizar missões atribuídas à Força Aérea, como segurança interna, socorro em desastres, busca e salvamento e operações antidrogas. Em 2009, a New Mexico Wing também recebeu uma classificação de "Excelente" quando a base da missão de avaliação estava em Farmington, NM. Na ocasião, a Equipe de Avaliação da Força Aérea citou dois excelentes desempenhos. Eles eram o Tenente-coronel Mark Smith (coronel aposentado), o oficial de segurança da missão, Capitão William Fitzpatrick (sargento, NM Air National Guard), supervisor de linha de vôo.
Em 2011, duas unidades foram contempladas com o "Quality Cadet Unit Award" da Patrulha Aérea Civil. Qualquer unidade de cadete que apresentar sólidos fundamentos do programa pode receber o Prêmio de Unidade de Cadete de Qualidade, que visa motivar os esquadrões a perseguir metas objetivas que, acredita-se, levarão a ter um Programa de Cadete de qualidade. Os dois esquadrões que conseguiram isso foram o "Rio Rancho Falcon Composite Squadron" (NM-077) e o "Albuquerque Heights Composite Squadron" (NM-083).

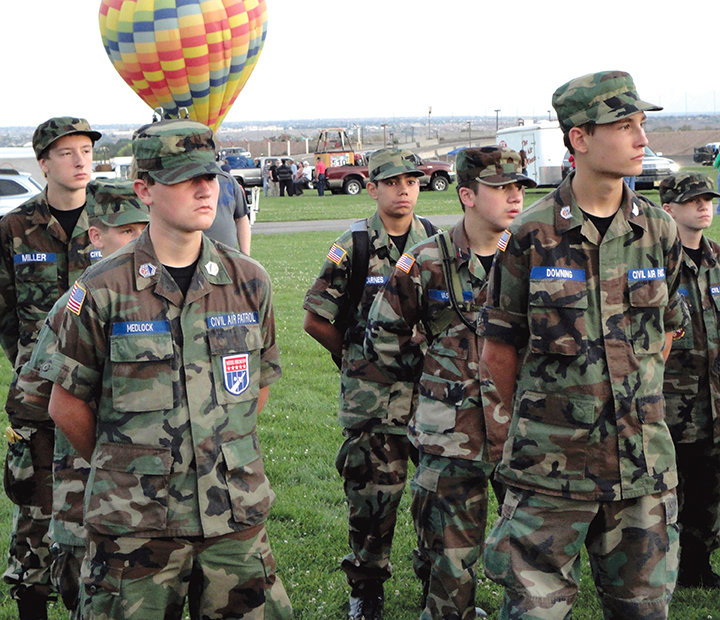
Cadetes da New Mexico Wing aguardam uma instrução antes de lançar balões de ar quente no "Balloon Fiesta Park" de Albuquerque.

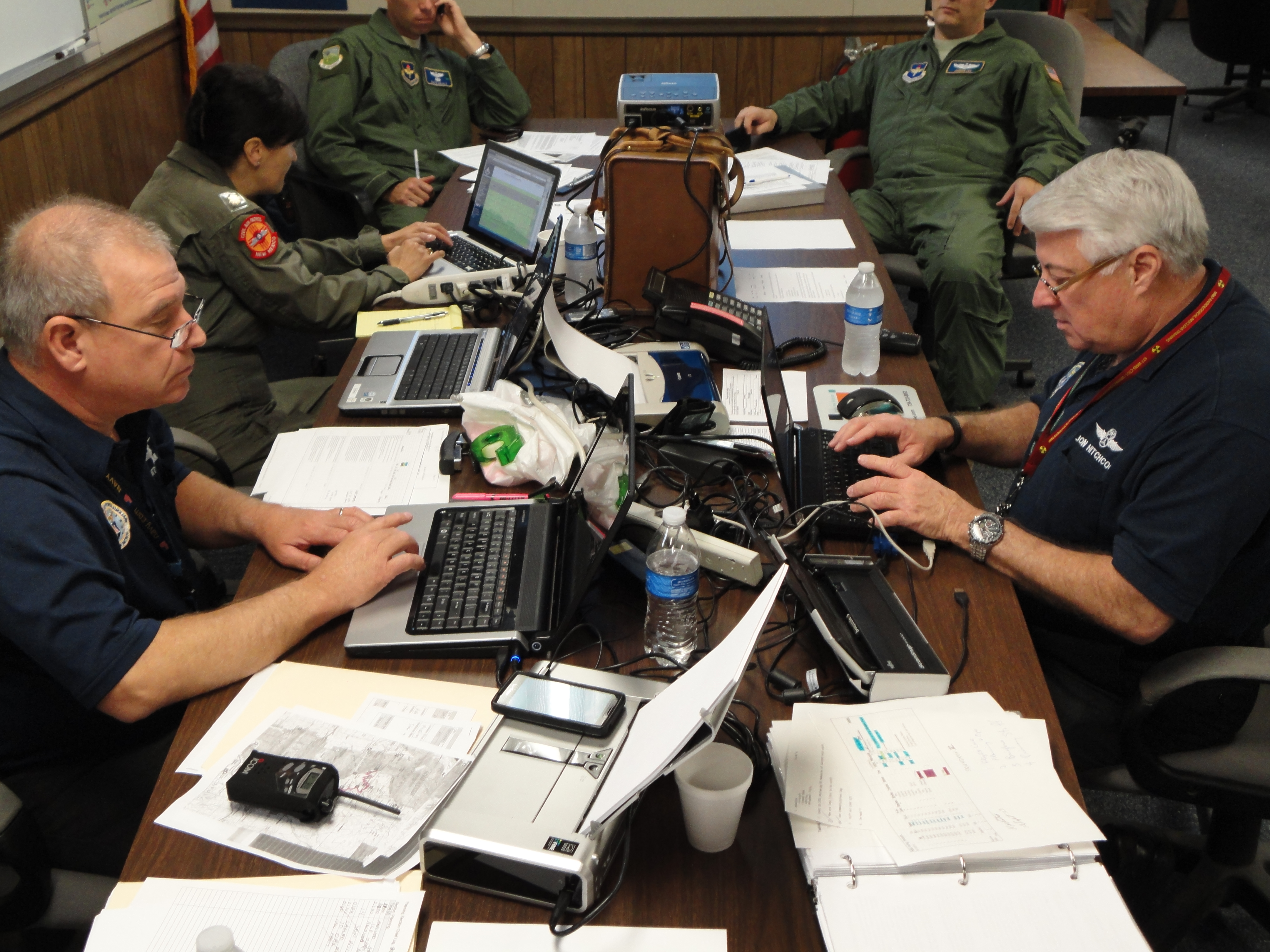
O tenente-coronel Jon Hitchcock, à direita, comandante de incidentes da CAP, e o major Scott Zenonian, Diretor do Departamento de Planejamento, mantêm contato com os membros de todo o estado durante a avaliação da New Mexico Wing pela Força Aérea dos EUA na Base Aérea de Kirtland.

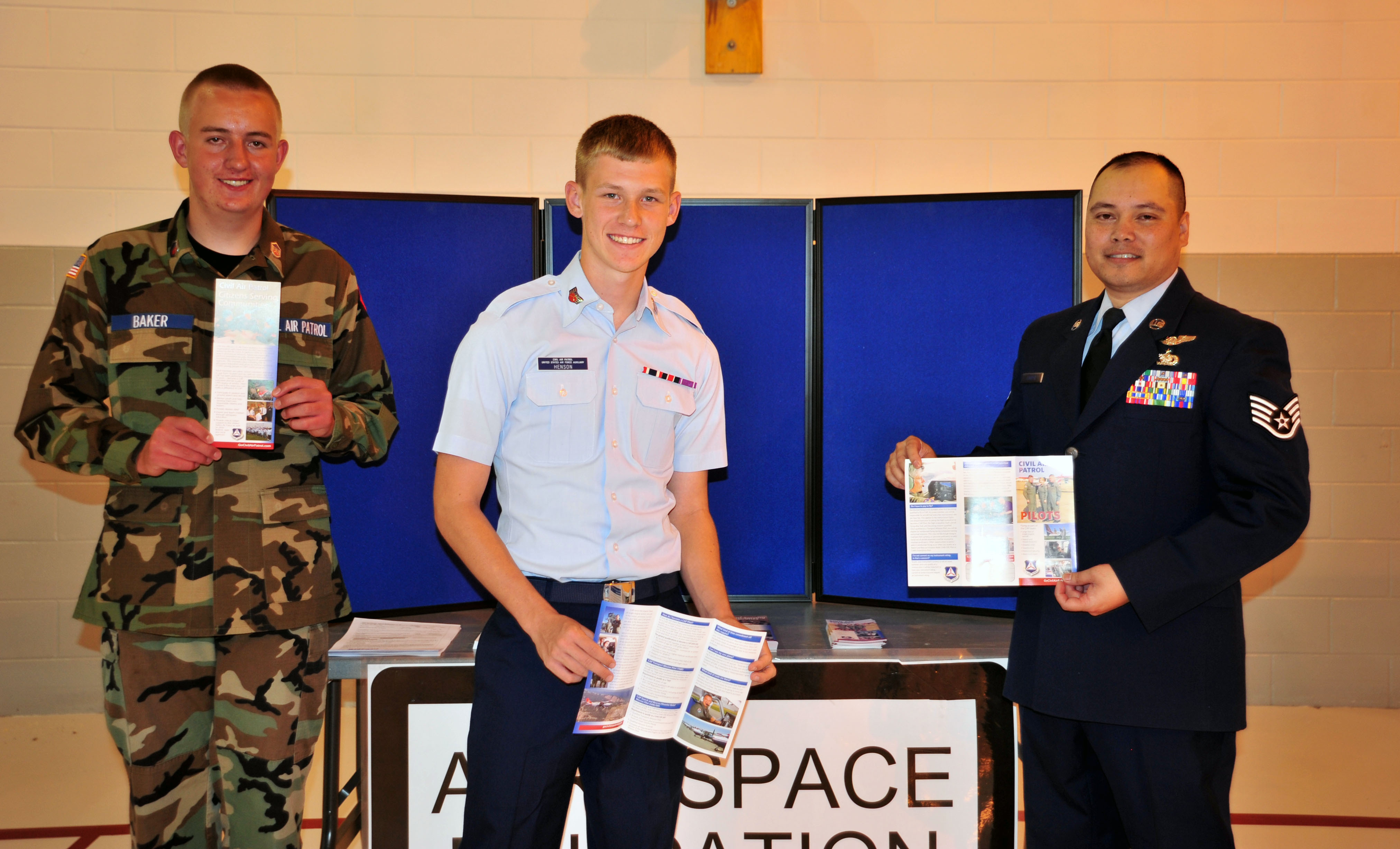
MSgt Nathan Baker (à esquerda), Staff Sgt. Troy Henson (centro), ambos da CAP e o sargento do Estado-Maior da Força Aérea dos EUA Angelito Cooper (à direita) posa com brochuras informativas.

### Comandantes daNew Mexico Wing
| Nome                          | Data                                |
| ----------------------------- | ----------------------------------- |
| Maj Harlee Townsden           | 1 Dezembro 1941 - 14 Junho 1943     |
| Lt Col James L. Breese        | 14 Junho 1943 - 18 Janeiro 1946     |
| Lt Col Lewis W. Brahn         | 18 Janeiro 1946 - 18 Março 1947     |
| Lt Col Horner D. Bray         | 18 Março 1947 - 15 Setembro 1947    |
| Lt Col Earl W. Stark          | 15 Setembro 1947 - 23 Março 1948    |
| Col Kilbourne L. House        | 23 Março 1948 - 20 Janeiro 1950     |
| Lt Col Howard E. Livingston   | 20 Janeiro 1950 - 25 Julho 1950     |
| Lt Col Herbert V. Scanlan     | 25 Julho 1950 - 20 Fevereiro 1951   |
| Col Harlold E. Sanford        | 20 Fevereiro 1951 - 22 Março 1951   |
| Col W. Randolph Lovelace, VII | 22 Março 1950 - 3 Abril 1950        |
| Col Harold E. Sanford         | 3 Abril 1951 - 13 Junho 1951        |
| Col J. Gibbs Spring           | 13 Junho 1951 - 30 Novembro 1960    |
| Col Homer L. Bigelow, Jr      | 30 Novembro 1960 - 28 Janeiro 1963  |
| Col Harold D. Thomas          | 28 Janeiro 1963 - 4 Outubro 1965    |
| Lt Col Harry H. Crosby, Jr    | 4 Outubro 1965 - 3 Dezembro 1965    |
| Col Richard T. Dillon         | 3 Dezembro 1965 - 10 Fevereiro 1969 |
| Col W. Dale Parson            | 10 Fevereiro 1969 - 18 Março 1972   |
| Col Richard A. Damerow        | 18 Março 1972 - 6 Março 1975        |
| Col Earl F. Livingston        | 6 Outubro 1975 - 27 Outubro 1979    |
| Col Lloyd A. Sallee           | 27 Outubro 1979 - 20 Novembro 1982  |
| Col William C. Overton, Jr    | 20 Novembro 1982 - 26 Outubro 1985  |
| Col Larry A. Harrah           | 26 Outubro 1985 - 4 Janeiro 1988    |
| Col Robert G. Haulenbeek, Jr  | 4 Janeiro 1988 - 13 Abril 1991      |
| Col Donald Jakusz             | 13 Abril 1991 - 24 Abril 1993       |
| Col Joseph Gold               | 24 Abril 1993 - 19 Agosto 1995      |
| Col Dennis Manzanares         | 19 Agosto 1995 - 14 Agosto 1999     |
| Col James Norvell             | 14 Agosto 1999 - 20 Setembro 2003   |
| Col Frank Buethe              | 20 Setembro 2003 - 19 Maio 2007     |
| Col Richard F. Himebrook      | 20 Junho 2007 - 25 Junho 2011       |
| Col Mark E Smith              | 25 Junho 2011 - 27 Junho 2015       |
| Col Mike Lee                  | 27 Junho 2015 – 23 Junho 2019       |
| Col Annette R. Peters         | 23 Junho 2019 – Presente            |

## Organização

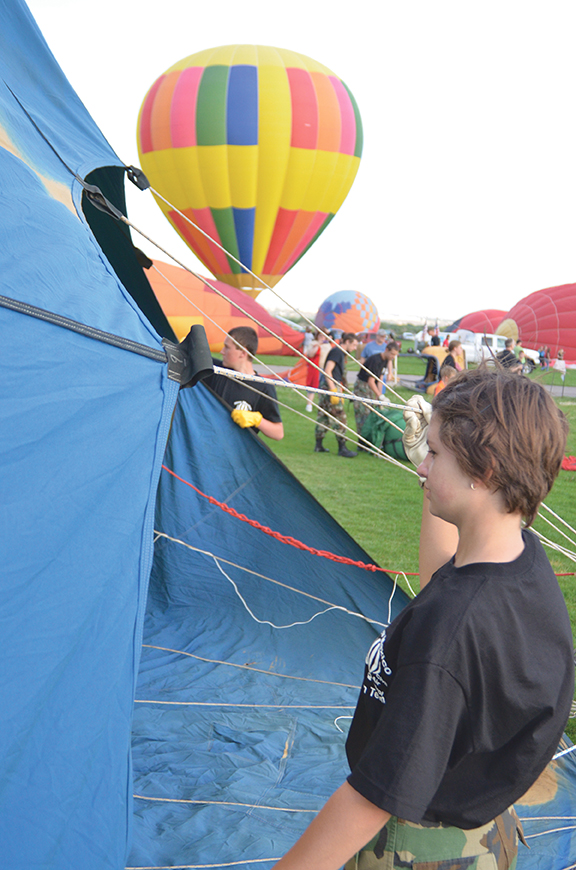
Raily Blankley, membro da New Mexico Wing, segura a abertura do balão enquanto ele é inflado. O novo programa de balões da New Mexico Wing permite que os membros participem de voos mais leves que o ar, ao mesmo tempo que promovem sua educação aeroespacial.

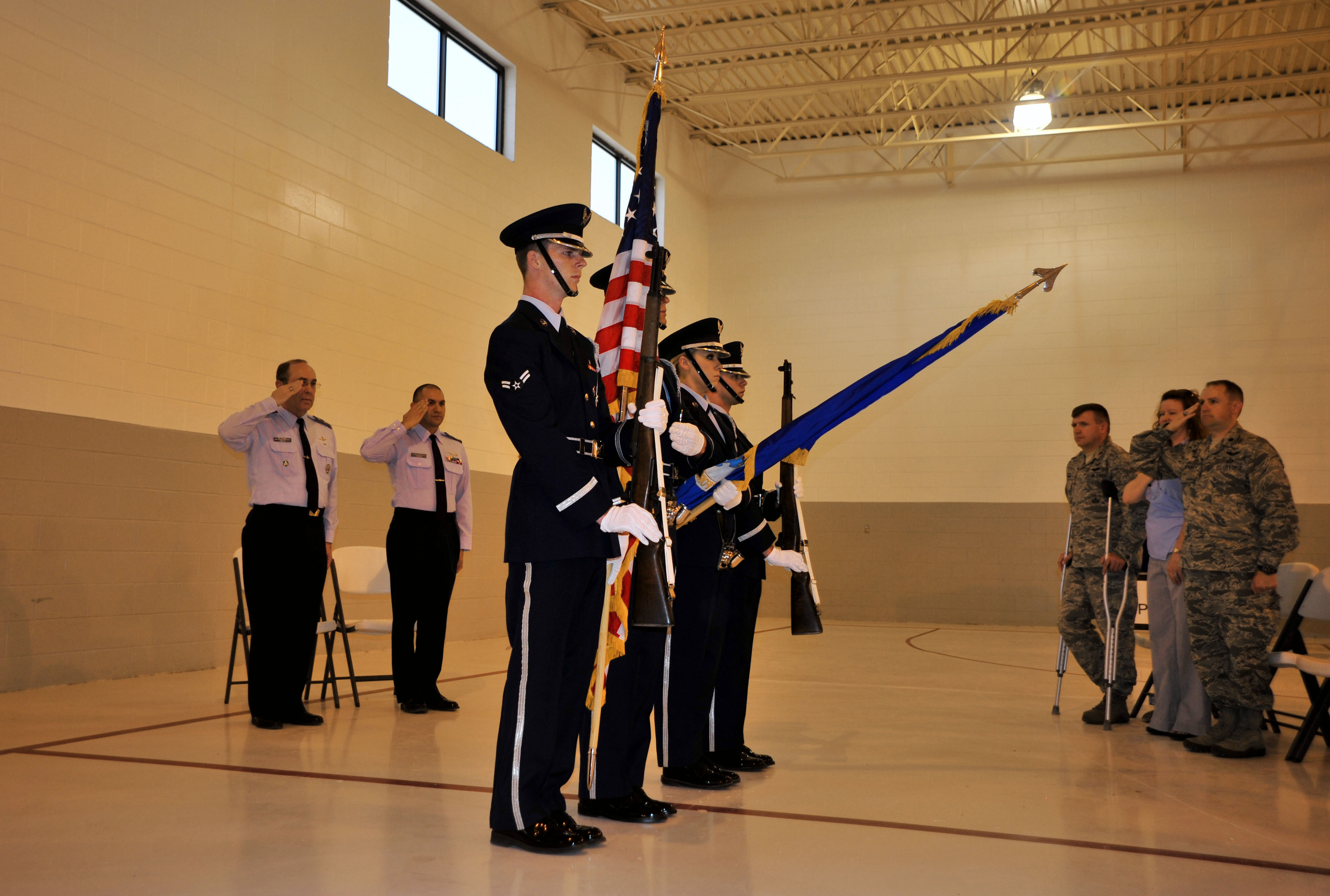
Membros da CAP e da Força Aérea dos EUA prestam uma saudação enquanto os guardas de honra da Base Aérea de Cannon, N.M., apresentam os estandartes.

A New Mexico Wing é o mais alto escalão da Civil Air Patrol no Novo México. Ela se reporta à CAP da Região Sudoeste, que, por sua vez, se reporta à Sede Nacional da CAP. A ala supervisiona os grupos individuais e esquadrões que compõem a unidade operacional básica da CAP. A New Mexico Wing também é regida pelo cap. 20, art. 7 NMSA 1978 sob o Departamento de Assuntos Militares do Novo México, Comandado pelo Adjutor Geral do Estado.
| Grupo       | Designação | Nome do Esquadrão                | Localização  |
| ----------- | ---------- | -------------------------------- | ------------ |
| Northern    | NM 018     | Santa Fe Composite Sq            | Santa Fe     |
|             | NM 068     | Farmington Composite Sq          | Farmington   |
|             | NM 085     | Route 66 Composite Sq            | Edgewood     |
|             | NM 016     | Los Alamos Composite Sq          | Los Alamos   |
|             | NM 006     | Taos Composite Sq                | Taos         |
| Central     | NM 083     | Albuquerque Heights Composite Sq | Albuquerque  |
|             | NM 030     | Albuquerque Senior Sq II         | Kirtland AFB |
|             | NM 012     | Eagle Cadet Sq                   | Kirtland AFB |
|             | NM 055     | West Mesa Composite Sq           | Albuquerque  |
|             | NM 077     | Rio Rancho Falcon Composite Sq   | Rio Rancho   |
|             | NM 033     | Thunderbird Composite Sq         | Kirtland AFB |
| Southern    | NM 073     | Alamogordo Composite Sq          | Alamogordo   |
|             | NM 060     | Clovis High Plains Composite Sq  | Clovis       |
|             | NM 024     | Las Cruces Composite Sq          | Las Cruces   |
|             | NM 082     | Roswell Composite Sq             | Roswell      |
|             | NM 084     | Socorro Composite Sq             | Socorro      |
| Group 800   | NM 811     | LBJ MS Cadet Sq                  | Albuquerque  |
|             | NM 816     | AIMS Cadet Sq                    | Albuquerque  |
|             | NM 818     | Tony Hillerman MS Cadet Sq       | Albuquerque  |
|             | NM 819     | Belen MS Cadet Sq                | Belen        |
|             | NM 822     | Socorro HS Cadet Sq              | Socorro      |
|             | NM 823     | Clovis Schools Cadet Sq          | Clovis       |
| Legislative | NM-999     | Legislative Squadron             | N/A          |

## Proteção legal
Os membros da CAP que estão empregados no estado do Novo México têm direito a até quinze dias de licença anual de seu local de trabalho para participar de funções oficiais, conforme designado pelo diretor da divisão da CAP em açoes conduzidas por ela.